# Kokera paniculata
Kokera paniculata är en amarantväxtart som först beskrevs av Carl von Linné, och fick sitt nu gällande namn av Carl Ernst Otto Kuntze. Kokera paniculata ingår i släktet Kokera och familjen amarantväxter. Inga underarter finns listade i Catalogue of Life.